# 신 죽산 안씨
죽산 안씨(竹山安氏)는 경기도 안성시 죽산면을 본관으로 하는 한국의 성씨이다. 시조 안원형(安元衡)은 고려 말 문하시중(門下侍中)을 역임하고 나라에 공을 세워 죽성군(竹城君)에 봉해졌다고도 하고, 중대광(重大匡) 광산군(光山君)이라는 기록도 있다.

## 역사
시조 안원형(安元衡)의 아들 안면(安勉)은 이색(李穡)과 함께 김광재(金光載)의 문하에서 1341년(충혜왕 복위 2)에 사마(생원시)에 합격하여 1367년(공민왕 16)에 중서문하성(中書門下省) 정언(正言)으로 있을 때 신돈(辛旽)의 부정을 문제 삼았다가 파직 당한 뒤로는 주로 전라도 광주지역에 머물며 전원생활을 즐긴 것으로 보이며, 조선이 개국한 뒤 통훈대부(通訓大夫) 광주교관(光州敎官)을 지낸 것으로 알려져있다. 그의 큰아들 안노생(安魯生)은 1376년(우왕2)에 문과에 급제하여 강직하고 결백한 성품을 인정받아 문하사인(門下舍人) 등의 관직을 지냈으나 정몽주(鄭夢周)가 이방원(李芳遠)에게 피살될 때 그 일파로 몰려 파직된 후 경상도 영해도호부(寧海都護府)로 유배되었다. 조선이 개국하고 1399년(정종 1)에 좌간의대부(左諫議大夫)로 다시 출사하여 1400년(정종 2)에는 집현전제학(集賢殿提學)으로 중용된 후 경상도안렴사·진주목사·예조참의·이조참의·경기도관찰사·충청도관찰사·광주목사 등을 지냈다. 그 후손들은 현재 경기도 파주, 광주광역시 오치동·매월동, 함평 나산·월야, 무안, 전라북도 진안·고창, 경상북도 등지에 흩어져 살면서 이재공파 문중을 형성하고 있다. 둘째 아들 안정생(安挺生)은 세종 때 보문각직제학(寶文閣直提學)을 지냈다고 한다. 그 후손들은 현재 전라남도 장흥·보성·강진·화순·순천, 경기도 파주·양주 등지에 흩어져 살면서 제학공파 문중을 형성하고 있다.

## 인물
회양부사(淮陽府使)를 지낸 안복초(安復初), 형제가 나란히 과거에 급제하여 사헌부감찰·의금부도사를 지내다 좌익원종공신(佐翼原從功臣) 3등에 녹훈된 후 개성부경력·호조참의·호조참판·충청도관찰사·내금위장을 지냈던 안철손(安哲孫)과 예문관대교(藝文館待敎)로 《문종실록(文宗實錄)》편찬 때 편수기사관(編修記事官)을 지냈고 좌익원종공신 2등에 녹훈되었던 안신손(安信孫) 형제, 1467년 이시애(李施愛)의 난에 순국한 안민(安民), 1507년 정국원종공신(靖國原從功臣)에 녹훈되어 청안‧진안‧예안 세 고을의 현감을 지내면서 선정을 베풀어 ‘안삼안(安三安)’이라 불렸던 안범(安範), 의정부사록(議政府司錄)을 지낸 안수륜(安秀崙), 1522년 과거에 아원(亞元)으로 급제하여 우아한 문장과 재행(才行)으로 당세에 으뜸이었던 안수잠(安秀岑), 이황(李滉)과 동년(同年)으로 급제하여 병조정랑을 지냈고 문장(文章)이 뛰어났던 안충달(安忠達), 사간원정언·사헌부지평·나주목사·남원부사를 지내고 물러나와 ‘호남삼고(湖南三高)’로 불렸던 안축(安舳) 등이 있다. 
또한 임진왜란 때 선무원종공신(宣武原從功臣) 2등에 녹훈되었던 안극지(安克智), 병법에도 능해 정유재란 중에 충무공 이순신(李舜臣)을 도왔던 안중묵(安重默), 임진왜란·정묘호란·병자호란 때 의병을 일으켰고 평생 동안 절의(節義)를 실천해서 보성 죽산안씨의 위상을 한껏 높인 문강공(文康公) 안방준(安邦俊), 병자호란에 남한산성까지 호종했던 안유신(安由愼), 1680년 보사원종공신(保社原從功臣) 1등에 녹훈된 안음(安崟), 성균관직강(成均館直講)을 지낸 안여기(安汝器), 송시열(宋時烈)과 함께했던 이병재(理病齋) 안여해(安汝諧), 유의(儒醫)로 추천받을 정도로 의술에 뛰어났고 동복현감을 지낸 안수상(安壽相), 향약(鄕約)과 의고(義庫)로 빈민을 구제하고 학재(學齋)를 지어 인재를 가르쳤던 안후상(安後相), 시가(詩歌)에 뛰어났던 한설당(閒說堂) 안창후(安昌後), 사간원정언·장령·사헌부지평을 지내면서 서슴없이 바른말 했던 무은재(無隱齋) 안치택(安致宅), 뛰어난 문장(文章)으로 예조좌랑을 지낸 안치방(安致邦), 1795년 79세의 나이로 과거에 급제하여 세상을 놀라게 했던 안형직(安衡稷), 정약용(丁若鏞)이 <기변(幾辨)>을 읽고 “그 정밀하고 명석함이 사람을 감복케 하였다”고 했던 서운헌(棲雲軒) 안호(安浩), 송매정(松梅亭)의 주인으로 목미암(木美庵)에서 향촌교육에 힘을 쏟았던 안수록(安壽祿), 한말·일제시대에 도학(道學)을 이념으로 삼아 교육활동에 헌신했던 도학자 회봉(晦峯) 안규용(安圭容), 1907년 정미의병(丁未義兵) 때 나라위해 목숨 바친 머슴 출신 의병장 안규홍(安圭洪)·유격대장 안택환(安宅煥)·군량담당 안규창(安圭昌)등이 있다.
근현대에 와서는 1919년 서울 파고다공원 3.1독립만세운동의 안규용(安圭瑢), 1919년 4월 낙안과 벌교장터에서 '낙안 3.1독립만세운동'을 주도했던 안규삼(安圭三)·안규진(安圭晉)·안덕환(安德煥)·안상규(安尙圭), 1924년 사재를 정리하여 상해로 망명·대한민국 임시정부에 군자금을 제공했던 독립운동가 안후덕(安厚德), 1929년 광주학생항일운동의 안종변(安鍾卞), 1950년 한국전쟁 때 보도연맹원 480명을 풀어줬던 ‘한국판 쉰들러’ 안종삼(安鍾三), 1971년 월남전에서 육군대령으로 순국한 안도열(安道烈) 안평호등이다.

## 인구
2000년 인구주택총조사에서 죽산 안씨는 56,051명이었고, 신죽산(新竹山)은 7,666명으로 발표되었다. 1994년 죽산안씨족보를 편찬할 당시에 생존해 있는 후손은 41,708명으로 집계되었다. 

## 과거 급제자

### 문과
고려시대 문과(文科) 급제자 수는 총 1명이다.
- 안노생(安魯生) 1376년(우왕 2) 동진사(同進士) 21위[31/37]

고려시대 사마시 합격자 수는 총 1명이다.
- 안면(安勉) 1341년(충혜왕 후2) 진사시(進士試)

조선시대 문과(文科) 급제자 수는 총 16명이다.
- 안명석(安命奭) 1855년(철종 6) 식년시 병과 5위[15/33]
- 안민유(安敏孺) 1692년(숙종 18) 춘당대시 을과 2위[3/6]
- 안수륜(安秀崙) 1516년(중종 11) 식년시 을과 7위[10/33]
- 안수잠(安秀岑) 1522년(중종 17) 식년시 갑과 2위[2/33]
- 안신손(安信孫) 1453년(단종 1) 식년시 정과 11위[21/33]
- 안여기(安汝器) 1669년(현종 10) 식년시 을과 4위[7/33]
- 안여지(安汝止) 1531년(중종 26) 식년시 병과 14위[24/33]
- 안여지(安汝止) 1654년(효종 5) 식년시 병과 14위[24/34]
- 안정대(安鼎大) 1756년(영조 32) 식년시 을과 5위[8/38]
- 안준유(安俊孺) 1687년(숙종 13) 식년시 병과 11위[21/39]
- 안철손(安哲孫) 1441년(세종 23) 식년시 정과 14위[24/33]
- 안축(安舳) 1542년(중종 37) 정시 을과 1위[2/4]
- 안충달(安忠達) 1534년(중종 29) 식년시 을과 2위[5/26]
- 안치방(安致邦) 1756년(영조 32) 식년시 을과 7위[10/38]
- 안치택(安致宅) 1739년(영조 15) 정시 병과 7위[10/19]
- 안형직(安衡稷) 1795년(정조 19) 식년시 병과 4위(14/49)

### 무과
조선시대 무과(武科) 급제자는 현재까지 확인된 인원이 19명이다.
- 안경구(安敬龜) 1669년(현종 10) 정시 을과 15위(16/141)
- 안계룡(安繼龍) 1637년(인조 15) 별시 병과 3635위(3736/5536)
- 안극종(安克終) 1491(성종 22) 별시[등수 미상]
- 안극지(安克智) 1583년(선조 16) 별시 병과 335위(372/500)
- 안동일(安東一) 1725년(영조 1) 정시 병과 211위(221/432)
- 안명택(安命澤) 1850년(철종 1) 증광시 병과 11위 [총원 미상]
- 안사열(安思烈) 1771년(영조 47) 식년시 병과 27위(35/39)
- 안선지(安繕之) 1651년(효종 2) 별시 병과 730위(761/1236)
- 안수금(安秀嶔) 1513년(중종 8) 식년시 을과 2위(5/28)
- 안순홍(安順弘) 1637년(인조 15) 별시 병과 1887위(1988/5536)
- 안유성(安由省) 1603년(선조 36) 식년시 병과 7위(15/34)
- 안자근쇠(安者斤金) 1637년(인조 15) 별시 병과 2666위(2767/5536)
- 안재행(安載行) 1723년(경종 3) 별시 병과 67위(96/478)
- 안중인(安重仁) 1612년(광해군 4) 증광시 병과 17위(25/28)
- 안지량(安之亮) 1644년(인조 22) 별시 을과 9위(10/201)
- 안집(安㙫) 1835년(헌종 1) 증광시 병과 14위(22/410)
- 안풍현(安豊鉉) 1845년(헌종 11) 정시 [등수 미상]
- 안현(安現) 1728년(영조 4) 별시 병과 202위(218/633)
- 안회(安𡼾) 1651년(효종 2) 별시 병과 140위(171/1236)

### 생원시
생원(生員) 합격자는 총 23명이다.
1652년 안국재(安國宰), 1483년 안범(安範), 1675년 안선유(安善孺),  1705년 안세증(安世曾), 1707년 안수잠(安秀岑), 1522년 안여지(安汝止), 1660년 안여천(安汝天), 1610년 안유경(安由敬), 1657년 안음(安崟), 1849년 안종벽(安鍾璧), 1678년 안준유(安俊孺), 1561년 안중돈(安重敦), 1635년 안지망(安之望), 1646년 안지성(安之聖), 1894년 안창환(安暢煥), 1606년 안처공(安處恭), 1531년 안축(安舳), 1525년 안충달(安忠達), 1713년 안치량(安致亮), 1729년 안치택(安致宅), 1714년 안헌증(安憲曾), 1859년 안혁(安{王+奕}), 1888년 안호일(安灝一)

### 진사시
진사(進士) 합격자는 총 17명이다.
1894년 안규석(安圭奭), 1679년 안민유(安敏孺), 1780년 안사검(安思儉), 1507년 안수륜(安秀崙), 1507년 안수잠(安秀岑), 1615년 안억(安嶷), 1660년 안여기(安汝器), 1682년 안여해(安汝諧), 1613년 안유신(安由愼), 1888년 안장환(安章煥), 1648년 안전(安峑), 1531년 안중돈(安重敦), 1880년 안책(安筞), 1531년 안축(安舳), 1744년 안치방(安致邦), 1725년 안치응(安致膺), 1741년 안치중(安致中)

## 항렬자
| 21세          | 22세          | 23세              | 24세          | 25세              | 26세          | 27세              | 28세          | 29세              | 30세          | 31세          | 32세              | 33세              | 34세          |
| ------------- | ------------- | ----------------- | ------------- | ----------------- | ------------- | ----------------- | ------------- | ----------------- | ------------- | ------------- | ----------------- | ----------------- | ------------- |
| 규(圭) 기(基) | 종(鍾) 용(鎔) | 口순(淳) 口태(泰) | 병(秉) 주(柱) | 口섭(燮) 口열(烈) | 재(在) 교(敎) | 口진(鎭) 口현(鉉) | 영(泳) 식(湜) | 口래(來) 口영(榮) | 찬(燦) 형(炯) | 철(喆) 배(培) | 口탁(鐸) 口수(銖) | 口낙(洛) 口호(浩) | 동(東) 병(炳) |

## 조선 왕실과의 인척관계
세조(世祖)와 근빈 박씨(謹嬪朴氏) 소생의 장남 덕원군(德源君) 이서(李曙, 1449~1498)의 다섯째 딸 이탁문(李托文, 1494~?)은 죽산안씨 안수금(安秀嶔, 1488~1542)과 혼인을 했다. 안수금(安秀嶔)은 1507년(중종 2) 4월 20일에 정국원종공신(靖國原從功臣) 1등에 녹훈되었던 안범(安範, 1460~1523)의 셋째아들로 1513년(중종 8) 식년시 무과에서 을과 2위로 급제해서 사헌부 감찰, 정읍 현감, 함평 현감, 안동 부사(안동부 판관), 고성 현령, 평안도 우후(영변 우후), 사복시 판관, 제용감 첨정, 운산 군수 등의 관직을 역임했다. 슬하에 4남 3녀를 두었다. 안의(安艤), 안박(安舶), 안항(安航), 안방(安舫) 네 아들과, 안예종(安禮琮), 안의종(安義琮), 안임종(安任琮) 세 딸이 그들이다.

## 본관
죽산(竹山)은 경기도 용인시(龍仁市)과 안성시(安城市) 일부에 속해있던 옛 지명이다. 본래 고구려의 개차산군(皆次山郡)이었는데, 757년(신라 경덕왕 16)에 개산군(介山郡)으로 고쳤다. 고려 초에 죽주(竹州)로 고치고, 995년(성종 14)에 단련사(團練使)를 두어 음평(陰平) 또는 연창(延昌)이라 하였으며, 현종 때 광주(廣州)로 속하였다. 1413년(태종 13)에 죽산현(竹山縣)으로 개칭하여 감무(監務)를 두었고, 1543년(중종 38) 죽산도호부(竹山都護府)로 승격되었다. 1895년(고종 32) 지방제도 개정으로 죽산군이 되었고, 1896년에 경기도에 이관되었다. 1914년 군면 폐합으로 원일면(遠一面)과 근삼면(近三面) 일부는 용인군(龍仁郡)에 합해지고, 나머지 지역은 안성군(安城郡)에 편입되었다.

## 집성촌
- 광주광역시 서구 서창동, 매월동, 북구 용봉동(저불-봉곡), 오치동, 삼각동, 광산구 본량동
- 전라남도 보성군 보성읍(택촌·외현·솔뫼·담안·귀골·동암·평촌), 복내면(옥평·반석), 미력면(가평), 겸백면(운림), 조성면, 웅치면(삼수), 회천면(영천)
- 전라남도 장흥군 장흥읍(우목·건산·행원·평화), 부산면(효자), 장평면(광평·등촌), 장동면(우봉·만년), 관산읍(송촌·양촌·평화), 대덕면, 회진면(진목)
- 전라남도 함평군 나산면(나산), 월야면(예동), 해보면(주현)
- 전라남도 화순군 이양면(매정·초방·품평), 춘양면(변천), 동복면
- 전라남도 순천시 송광면(소뫼), 낙안면
- 전라남도 강진군 강진읍(부춘), 성전읍(월산), 대구면, 칠량면, 송지면
- 전라남도 무안군 현경면(수양)
- 전라남도 담양군 창평면
- 전라남도 고흥군 두원면(신송)
- 전라남도 완도군 금일읍(12세 안찬지 , 금일도 최초 입도조-완도군청 공식기록)
- 전라남도 여수시 삼일동(당산), 시전동
- 전라남도 해남군
- 전라남도 진도군
- 전라북도 진안군 진안읍(광주동), 용담면, 상전면 , 동향면
- 전라북도 고창군 무장면
- 전라북도 군산시 장재동
- 경기도 파주시
- 경기도 용인시
- 경기도 양주시
- 경상북도 영덕군
- 경상북도 청송군 진보면
- 경상북도 영양군 청기면
- 경상북도 봉화군 춘양면, 법전면(눌와), 명호면(삼동)
- 경상남도 상청군 상청읍
- 경상남도 사천군

## 같이 보기
- 순흥 안씨
- 광주 안씨
- 탐진 안씨

## 참고 자료
- “죽산안씨(竹山安氏)”. 뿌리를 찾아서.[깨진 링크(과거 내용 찾기)]

1. ↑  조선시대에는 문과와 달리 무과의 경우는 누락된 인원수가 제법 많은 것이 그 첫째 이유이고, 본관을 죽산(竹山)으로 한 안씨(安氏)들 중에서 죽산(舊) 계열로 파악되고 있는 인원이 또한 있을 것으로 생각되어, 현재까지 확인된 인원을 19명이라고 설명한다.